# Иван Павлица
Иван Павлица (Загреб, 17. март 1944) бивши је југословенски фудбалер. 

## Биографија
Фудбалску каријеру је започео 1956. године у млађим категоријама загребачког Текстилца. Играо је на позицији нападача и левог крила. Потом је прешао у Трешњевку, а прволигашки дрес тог клуба је носио од 1964. до 1966. године. Затим је наступао за НК Загреб (1966-68), а потом одлази у сплитски Хајдук (1968-1972). За Хајдук је одиграо 232 утакмице и постигао 70 голова. Са Хајдуком је у сезони 1970/71. освојио титулу првака Југославије, док је 1972. освојио и Куп маршала Тита. Као интернационалац игра за француски Мец, чији дрес носи до 1975. године. Одиграо је пет утакмица за Мец.
За репрезентацију Југославије је одиграо једну утакмицу. Наступио је 26. фебруара 1969. против Шведске у Сплиту (резултат 2:1).
Након завршетка играчке каријере краће се време бавио тренерским послом у загребачкој Трешњевци.

## Успеси
- Хајдук Сплит
  - Првенство Југославије: 1971.
  - Куп Југославије: 1972.